# 坎奇斯科查湖 (基略區)
9°15′05″S 77°49′12″W / 9.25139°S 77.82000°W
坎奇斯科查湖（Canchiscocha），是秘魯的湖泊，位於該國北部安卡什大區，由永蓋省的基略區負責管轄，處於普卡蘭拉山東南面的內格拉山脈地區。